# Order Świętych Olgi i Zofii
Królewski Order Świętej Olgi i Świętej Zofii (gr. Βασιλικό οικογενειακό τάγμα Αγίων Όλγας και Σοφίας) – order kobiecy, wysokie odznaczenie państwowe, należące w latach 1936–1973 do systemu orderów państwowych Królestwa Hellenów, w hierachii którego zajmował trzecie miejsce. Od 1973, podobnie tak jak ordery Zbawiciela, Świętych Jerzego i Konstantyna i Jerzego I, jest orderem domowym zdetronizowanej dynastii greckiej.
Order ustanowiony został w 1936 po powrocie na tron króla Jerzego II jako odznaczenie przeznaczone wyłącznie dla kobiet i posiada cztery klasy:
- I klasę z wielką wstęgą typu damskiego oraz gwiazdą,
- II klasę noszoną na kokardzie orderów damskich z gwiazdą,
- III klasę (złoty medalion na kokardzie),
- IV klasę (srebrny medalion na kokardzie).

Nazwa orderu nawiązywała do imion babki i matki króla Jerzego II oraz do ich patronek. Najwyższe klasy były przeznaczone dla greckich księżniczek krwi, niższe klasy nadawane za specjalne zasługi dla dynastii.
Odznaką orderu (I i II klasa) jest okrągły złoty medalion, w którego centrum znajduje się biały krzyż mantuański, uwieńczony złotą koroną. Po obu stronach krzyża znajdują się postacie trzymających się za dłonie obu świętych w błękitnych szatach. Medalion otoczony jest ciemnoniebieskim kołem ze złotym napisem ΑГΙА COΦIA – AΓIA OΛΓA. Gwiazda I i II klasy jest srebrna i ośmiopromienna i nosi w swym centrum medalion orderu.
Odznaki III i IV klasy to złoty lub srebrny  medalion uwieńczony koroną królewską. Tutaj krzyż mantuański z flankującymi go postaciami świętych jest położony na krzyżu greckim. Dolna część medalionu nosi na niebieskim tle ten sam napis co wyższe klasy, na górnej znajdują się reliefy lwów i serc (na pamiątkę pochodzenia dynastii greckiej od dynastii duńskiej). Wstążka orderu jest ciemnoniebieska z  białymi paskami po bokach.